# Maandag (Frenna)
Maandag is een lied van de Nederlandse rapper Frenna in samenwerking met de Britse rapper Young Adz. Het stond in 2021 op de B-kant van de single Champions leak en stond in hetzelfde jaar als zesde track op het album Highest van Frenna.

## Achtergrond
Maandag is geschreven door Adam Williams, Joshua Osei Asare, Kevin Koramoah Sarfo Mensah, Placido Diego Elson en Francis Edusei en geproduceerd door Churchbwoy, Magro en Dovgh. Het is een nummer dat past in de genres nederhop en trap. In het deels in het Nederlands en deels in het Engels gezongen lied, rappen en zingen de artiesten over dat ze met veel vrouwen zijn en dat ze een luxe leven hebben. Het lied stond op de single Champions leak, waar FaceTime op de A-kant van stond.

## Hitnoteringen
De artiesten hadden bescheiden succes met het lied in Nederland. Het piekte op de 28e plaats van de Single Top 100 in de zes weken dat het in deze hitlijst te vinden was. De Top 40 en haar Tipparade werden niet bereikt.